# Campionati europei di sci nautico - velocità 2012
I campionati europei di sci nautico per la specialità della velocità, tenutisi a Genk in Belgio tra il 12 e il 19 agosto 2014, sono stati la trentatreesima edizione della manifestazione.
Le gare hanno visti il belgi Steven Van Gaeveren e Christel Magdeleyns aggiudicarsi i rispettivi titoli; in entrambi i casi si trattava della prima affermazione.

## Risultati

### Uomini F1
| Pos.    | Nome                | Nazione     | Totale  | Gara 1  | Gara 2  | Gara 3  | Gara 4  |
| ------- | ------------------- | ----------- | ------- | ------- | ------- | ------- | ------- |
| Oro     | Steven Van Gaeveren | Belgio      | 3000,00 | 898,74  | 1000,00 | 1000,00 | 1000,00 |
| Argento | Marc Avella         | Spagna      | 2987,66 | 994,10  | 985,94  | 998,70  | 994,86  |
| Bronzo  | Dave Vansteelant    | Belgio      | 2935,55 | 980,32  | 986,83  | 968,40  | 927,10  |
| 4       | Kenny Weckx         | Belgio      | 2819,06 | 1000,00 | 881,46  | 937,60  | 0,00    |
| 5       | Kurt Brooks         | Regno Unito | 2803,13 | 921,35  | 917,95  | 843,19  | 963,83  |

### Donne F1
| Pos.    | Nome                  | Nazione | Totale  | Gara 1  | Gara 2  | Gara 3  | Gara 4  |
| ------- | --------------------- | ------- | ------- | ------- | ------- | ------- | ------- |
| Oro     | Christel Magdeleyns   | Belgio  | 2949,28 | 1000,00 | 1000,00 | 928,37  | 949,28  |
| Argento | Kathrin Ortlieb       | Austria | 2946,29 | 947,47  | 885,52  | 1000,00 | 998,82  |
| Bronzo  | Sylvia De Spiegeleire | Belgio  | 2903,77 | 898,36  | 983,45  | 920,32  | 1000,00 |